# Coelopisthia xinjiashanensis
Coelopisthia xinjiashanensis är en stekelart som beskrevs av Yang 1996. Coelopisthia xinjiashanensis ingår i släktet Coelopisthia och familjen puppglanssteklar. Inga underarter finns listade i Catalogue of Life.